# Climat alpin

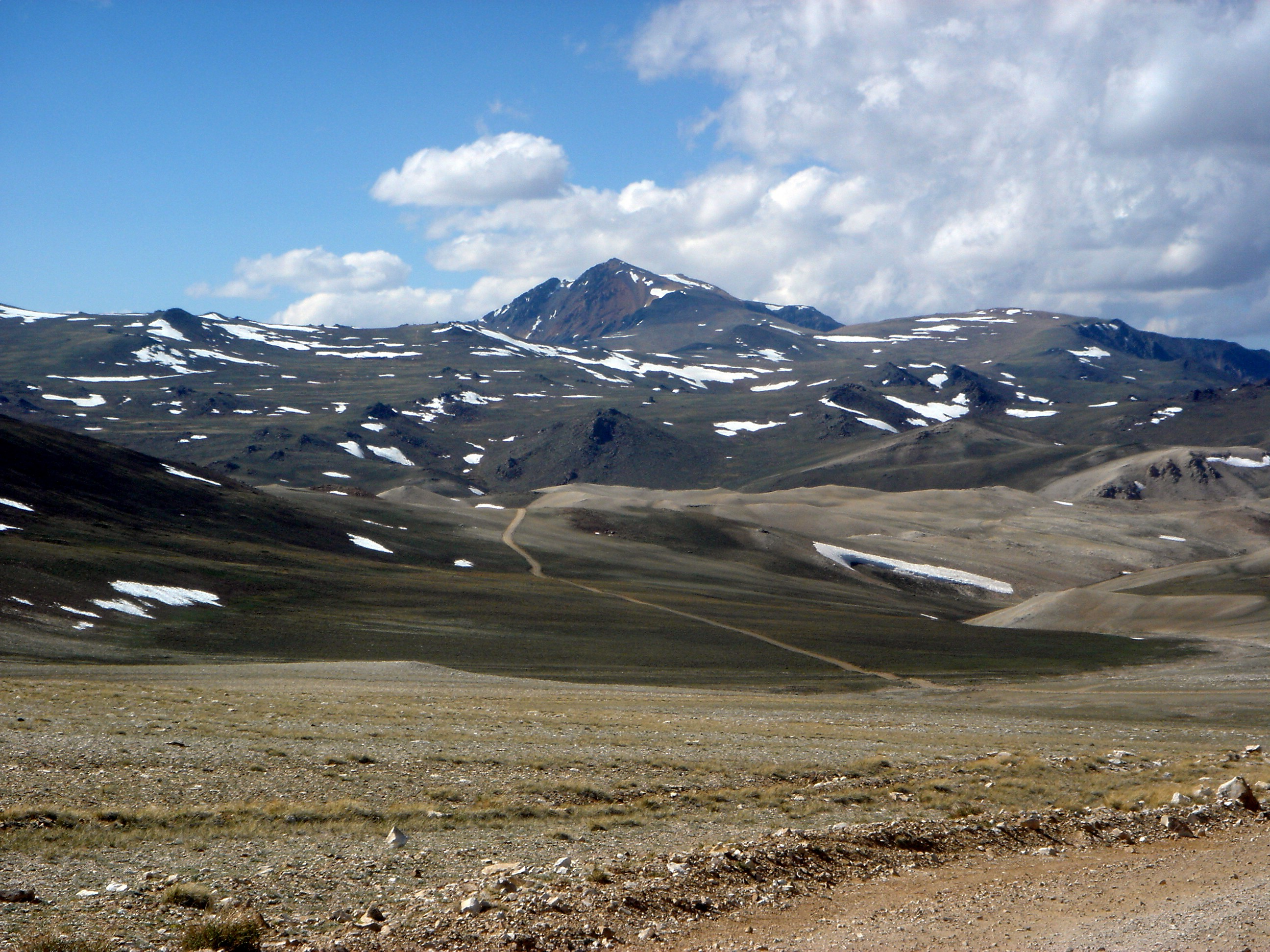
Une région de montagne de climat alpin.

Le climat alpin est défini comme le climat des régions situées au-dessus de la limite des arbres. Le climat devient plus froid à mesure que l'altitude augmente. Cette caractéristique est décrite par le gradient thermique adiabatique de l'air : l'air a tendance à se refroidir quand il monte, parce qu'il s'étend. Le gradient thermique adiabatique sec est de 10 °C par kilomètre d'altitude. C'est ce qui explique que monter de cent mètres en montagne est à peu près équivalent à un déplacement de quatre-vingts kilomètres (ou de 0,75° de latitude) en direction du pôle. Ce rapport est néanmoins seulement approximatif, puisque des facteurs locaux comme la proximité des océans peuvent drastiquement modifier le climat.